# Papa Antero
Antero (in greco: Ἀντέρως, Anteros; Petelia, ... – Roma, 3 gennaio 236) 19º vescovo di Roma e papa della Chiesa cattolica, in carica dal 21 novembre 235 al 3 gennaio 236. È venerato come santo dalla Chiesa cattolica e dalle Chiese ortodosse.

## Biografia
Di lui si sa con sicurezza solamente che regnò circa quaranta giorni e che fu sepolto nella famosa "cripta papale" del cimitero di San Callisto a Roma.
Antero fece raccogliere gli Atti dei martiri da alcuni notai affinché non fossero perduti e non subissero travisamenti e li fece quindi depositare negli archivi della Chiesa di Roma.
Il Liber pontificalis riporta che fu per questo motivo martirizzato sotto l'imperatore Massimino il Trace

Questa tradizione sembra molto antica e piuttosto veritiera; ciononostante alcuni illustri studiosi, tra i quali Tillemont, sostengono che non è sufficientemente provata dal solo fatto di essere riportata sul Liber Pontificalis, considerando, fra l'altro, la sua tarda data di compilazione.
Il luogo del suo sepolcro fu scoperto da Giovanni Battista de Rossi nel 1854, grazie ad alcuni frammenti deteriorati dell'epitaffio in greco inciso sulla stretta lastra oblunga che chiudeva la sua tomba, indice sia della sua probabile origine che dell'uso generalizzato del greco nella Chiesa di Roma di quel periodo.
Si tramanda che sia nato a Petelia, città magnogreca, da identificarsi con l'odierna Strongoli.
Fu sepolto nelle Catacombe di San Callisto e le sue spoglie, unitamente a quelle di altri pontefici, vescovi e martiri sepolti nello stesso luogo, per ordine di papa Pasquale I furono traslate nella basilica di Santa Prassede, come documentato dall'iscrizione posta nella chiesa, sul primo pilastro della navata destra. Si ha notizia di una precedente traslazione, forse parziale, documentata da una lastra marmorea collocata nell'atrio della chiesa di San Silvestro in Capite e datata al papato di Paolo I.
Nel 1611 ci fu la traslazione da Roma delle reliquie del santo papa Antero, a Giaveno, qual dono di fra Giovanni Battista Cavagno di Novara al giavenese don Vincenzo Claretta.

## Culto
La Chiesa cattolica celebra la sua memoria liturgica il 3 gennaio; le Chiese ortodosse, invece, lo ricordano il 5 agosto.
Dal Martirologio Romano: